# Ina Žukava
Ina Ivanaŭna Žukava (in bielorusso Іна Іванаўна Жукава?; Krasnodar, 6 settembre 1986) è un'ex ginnasta bielorussa.

## Carriera
Ha iniziato la ginnastica ritmica all'età di 4 anni. Inizialmente era allenata in Russia, ma poi è stata invitata ad allenarsi in Bielorussia. Ha debuttato a livello internazionale nel 2001, continuando ad avere risultati di prestigio in tutti gli incontri internazionali. Dopo aver partecipato alle Olimpiadi di Atene, ha gareggiato alle Olimpiadi di Pechino 2008.
Ha vinto la medaglia d'argento nel concorso individuale. Dopo le Olimpiadi, ha annunciato il ritiro.
Attualmente lavora in una società di assicurazioni.

## Palmarès
- Giochi olimpici estivi

Pechino 2008: argento nel concorso individuale.
- Campionati mondiali di ginnastica ritmica

2001 - Madrid: argento nel concorso a squadre.
2003 - Budapest: bronzo nel concorso a squadre e alla palla.
2005 - Baku: bronzo nel concorso a squadre e alla palla.
2007 - Patrasso: argento nel concorso a squadre e bronzo alla fune.
- Campionati europei di ginnastica ritmica

2003 - Riesa: argento al nastro e bronzo alla palla.
2004 - Kiev: bronzo nel concorso a squadre.
2005 - Mosca: bronzo nel concorso a squadre, alla palla e al nastro.